# Grambow (Goldberg)
Grambow ist ein Ortsteil der Stadt Goldberg im Landkreis Ludwigslust-Parchim in Mecklenburg-Vorpommern. Das Dorf liegt sechs Kilometer südwestlich des Goldberger Stadtzentrums.

## Geschichte
Grambow wurde im Zusammenhang mit der Gründung der Brüzer Kirche und deren Weihe 1295 erstmals urkundlich erwähnt. Der Name ist slawischen Ursprungs. Grab (stark, dick) und könnte mit Ort des Grabov, des Starken, gedeutet werden. Wie Brüz, Diestelow und Sehlsdorf gehörte auch Grambow den Lokatoren Nicolaus de Bruseuisze (von Brüsewitz). Nach ihrem Weggang übernahmen 1379 die stammverwandten Nachbarn von Weltzien aus Welzin das Erbe; sie hatten das gleiche Wappen, nämlich die Pferdebremse. Deneke (von) Weltzien aus dem Dorf Grambow in der Vogtei Goldberg einigte sich am 13. November 1448 mit dem Propst Nicolaus Beringher und der Priorin Anna Wamkowen vom Konvent des Klosters Dobbertin in diversen Geldangelegenheiten. 1483 hatte Grambow 20 Hufen, die sich auf 17 Stellen verteilten. Zu dem aus der slawischen Siedlung entstandenen Dorf entstanden auf Initiative der Ritter von Brüsewitz weitere zehn Höfe aus Zuwanderung. Die Struktur eines Bauerndorfes ist noch 1459 mit dem Vorhandensein eines Erbschulzenlehens zu erkennen. 1486 saßen die von Weltzien auf Grambow. Ursele, Kersten Halverstades Witwe zu Brüz verkaufte am 28. Januar 1489 den Domherren und Vikaren zu Schwerin neun Mark lübisch zu Gambow, zahlbar durch Churd Bremer (6 Mark) und Titke Stemmyn (3 Mark) für 150 Mark.

### Dorf und Gut
Besitzerfolge des Gutes:
- 1486 Familie von Weltzien
- 1700 Elar von Weltzien
- 1727 Christian Heinrich von Weltzien[5]
- 1733 Hauptmann Jobst Hinrich von Bülow, Provisor im Kloster Dobbertin
- 1736 Joachim Ulrich von Bülow aus dem Hause Scharfsdorf[6]
- 1738 Christoph Friedrich Wilhelm von Passow
- 1755 Claus Christoffer von Passow[7]
- 1791 Friedrich Christoph von Passow, bedeutender Merino-Schafzüchter
- 1810 Ernst von Passow[8]
- 1839 Wilhelm von Passow[9]
- 1852 Nicolaus Claus Christoph von Passow
- 1865 August von Passow, Kammerherr u. Stallmeister[10]
- 1884 Margarete von Passow, geb. Gräfin Bernstorff (1843–1937)
- 1929 Otto Freiherr von Brandenstein bis 1945, ab 1913 Pächter und Inspektor des Gutes
- 1996 Frank von Dallwitz

### Gutshaus
Um 1700 errichtete Elar von Weltzien ein eingeschossiges Fachwerkgebäude mit Krüppelwalmdach und Fledermausgauben als Gutshaus. Es stellte das für Mecklenburg typische schlichte und einstöckige Landhaus dar. Über einem verputzten Kellergeschoß aus Feldsteinen steht das dreizehnachsige Fachwerkhaus mit einem Krüppelwalmdach. Die großen Kellerräume mit dem flachen Tonnengewölbe schließen auf einen Vorgängerbau. Etwas zurückgesetzt in der Hoffront, bindet ein neunachsiges, eingeschossiges Backsteingebäude mit Krüppelwalmdach ein. Die Hof- und Giebelseiten des Gutshauses sind verputzt. An der Hoffassade befindet sich ein dreiachsig gestaffelter Giebel und zweigeschossigen Mittelrisalit aus Backsteinen mit einer Kreisöffnung im Giebeldreieck. Der Giebel wird durch ein profiliertes Gurtgesims gegliedert. Vor dem Hauseingang befindet sich eine offene hölzerne Veranda. Mit der Erweiterung des Gutes fügte man 1866 den Giebel ein und verputzte die Fassaden. Um die Hofseite verläuft eine wohlgeschichtete Feldsteinmauer.
Nach dem Beichtkinderverzeichnis von 1704 hatte Elar von Weltzien einen Teil des Hofes an Christian Stüdemann verpfändet. Es lebten 37 Personen in Grambow, darunter zwei Dröscher (Tagelöhner beim Dreschen auf dem Gutshof), ein Häcker (Gutsarbeiter), ein Schäfer mit Knecht, ein Kuh- und Schweinehirte, die Gänsemagd und der Pfarrbauer (untertäniger Bauer auf dem Pfarracker).
1732 erhandelte der Dobbertiner Provisor Jobst Hinrich von Bülow auf Woserin im Amt Sternberg das Gut Grambow mit Lenschow von Sibilla von Uchteritz, Witwe des sächsischen Rittmeisters Niclaus Christian von Weltzien und deren Sohn Christian Heinrich auf Benthen für 33.600 Taler. Lenschow gab er an die von Plessen weiter, die es mit dem Gut Herzberg vereinigten. 1735 verkaufte er das Gut Grambow an den Hauptmann Joachim Ulrich von Bülow aus dem Hause Scharfsdorf, wohnhaft zu Frauenmark im Amt Crivitz. Dem Vertrag lag die Quittung über den Erhalt seiner Erbportion und sein Antrag auf Belehnung mit dem Gut Grambow von 1735 bei. Durch Johann Bernhard von Stralendorff auf Weisin wurden 1735 an Hartwig Joachim von Bülow 1735 noch etliche Bauernstellen in Weltzien verkauft sowie der landesherrliche Konsens bis 1751.
Schon 1738 wurde das Gut Grambow an Claus Christoph von Passow, der vorher Radepohl, Wessin und Daschow besaß, weiterverkauft. Mit dem Vertrag erhielt der Käufer eine Aufstellung des übergebenen Viehbestandes und der Gerätschaften sowie eine Bestätigung des Vertrages durch den späteren Herzog Christian Ludwig II. noch 1739, nachdem der regierende Herzog Karl Leopold die Bestätigung abgelehnt hatte.
Hugo Christoph von Passow hatte 1710 eine Familienbibel angelegt, die vom Vater zum Sohn weitergegeben werden sollte. 1752 war Nicolaus Claus Christoph von Passow nach Grambow gezogen, wozu damals auch Welzin gehörte. Seine Grabplatte liegt seit 1856 im Mittelgang der Brüzer Kirche. Friedrich Christoph Wilhelm von Passow, vorheriger Pächter auf Groß Raden, begründete in Grambow seine berühmte Merino-Schafszucht. Er gewann in Paris einige Goldmedaillen mit seinen Schafen und deren Wolle. 1880 gab es Beschwerden der Grabower Gutsherrschaft an das Klosteramt Dobbertin wegen unerlaubter Fischerei. 1884 wurde das Gut allodifiziert, zum erblichen Besitz erklärt.
1855 hatte Grambow 111 Einwohner. 1866 wurde mit der Erweiterung des Gutes zur Hofseite ein dreiachsiger und zweigeschossiger Mittelrisalit mit gestaffeltem Giebel aus Backstein eingefügt und die Hoffront verputzt. 1890 hatte Grambow 130 Einwohner und gehörte von 1894 bis 1913 zum Ritterschaftlichen Amt Lübz.
Am Nachmittag des 1. August 1901 brannten das Haus des Müllers, das Wohnhaus des Schmieds Arndt und drei Altenteilerwohnungen nieder. Auch das massive Speichergebäude wurde ein Opfer der Flammen, das Vieh aber gerettet. Die Spritzen aus Grambow, Diestelow, Brüz und Passow kamen zum Einsatz. Am 1. Oktober 1913 feierte der Pächter Lembke sein 50-jähriges Jubiläum. Am 10. Oktober 1913 stürzte die Mühle um. Gutsherrin war lange Margarete von Passow, geborene Gräfin Bernstorff. Ihr allodialer Besitz Grambow umfasste 513 ha. Davon waren 98 ha Waldfläche. Im Mittelpunkt des Gutsbetriebes stande eine intensive Schafsviehwirtschaft, und die Rindviehwirtschaft. Weitere große landwirtschaftliche Betriebe bestanden nicht im Ort. Der letzte Gutsbesitzer, agierte vorab als Pächter bei seiner Schwiegermutter, war der Pour le mérite-Träger, Generalleutnant Otto Freiherr von Brandenstein (1865–1945), verheiratet mit der Tochter des Hauses, Elisabeth von Passow-Grambow (1873–1959). Brandenstein war des Weiteren noch Teilhaber von Hohenstein und Heinrichswalde bei Friedland. Er wurde, zusammen mit seiner Gutssekretärin, von Soldaten der Roten Armee am 8. Mai 1945 erschossen. Seine Grabstätte befindet sich auf dem Friedhof der Dorfkirche Unter Brüz.
Das Gut wurde 1945 enteignet und mit der Bodenreform 63 Neubauernstellen geschaffen, von denen 55 besetzt blieben. In dieser Zeit wurden 24 Neubauernhäuser mit Stall und 14 Scheunen errichtet. Es stellte sich bald heraus, dass diejenigen Neusiedler, die nicht aus der Landwirtschaft stammten, kaum zurechtkamen und wieder aufgaben. Danach kamen 1954 die Bauern als Landwirtschaftliche Produktionsgenossenschaft (LPG) Waldfrieden zur LPG in Diestelow und wurden 1973 zur KAP vereinigt.
Das Gutshaus hat nach 1945 die unterschiedlichsten Nutzungen erfahren. Wurde zunächst nur ein Raum zum Schulunterricht genutzt, hatte man 1950 das ganze Gebäude zur achtklassigen Schule umgebaut und hier bis 1975 unterrichtet. Danach wurde das Gutshaus weiter bis 1996 als Kindergarten genutzt.
Nach 1996 hatte Frank von Dallwitz, ein Nachfahre der Familie von Passow, das gesamte Gebäude bis 1998 aufwändig saniert und zu Wohnungen umgebaut. Der Vorhof ist durch eine Feldsteinmauer begrenzt.
Von der ehemaligen Gutsanlage sind heute nur noch das Gutshaus und der Speicher mit der Inschrift M. v. P. 1866–1914 (Margarete von Passow) in der ursprünglichen Form erhalten. Das angrenzende Wirtschaftsgebäude, in dem bis 1945 der Inspektor wohnte und danach eine Verkaufsstelle und Gaststätte eingerichtet waren, wurde als Wohnhaus ausgebaut. Auch in dem Pferdestall, der ehemaligen Garage und dem Kuhstall befinden sich Wohnungen.

### Verwaltungszugehörigkeit
Am 1. Januar 1951 wurde die vormals eigenständige Gemeinde Grambow nach Diestelow eingemeindet. Mit der Eingemeindung von Diestelow nach Goldberg am 1. Januar 2012 wurde Grambow zum Ortsteil dieser Stadt.

## Sehenswürdigkeiten

### Gutspark
Der gut erhaltene, fast drei Hektar große Grambower Park wurde vor 1866 als Gutspark angelegt. Gleich am Eingang steht eine alte knorrige Eiche. Sie hat einen Stammumfang von fast sechs Metern und ihr Alter kann auf mindestens 500 Jahre geschätzt werden. Sie wird Smädeik genannt, weil früher in der Nähe die alte Schmiede stand. Ein kleiner Teich ist von mehreren Weiden und Blutbuchen umgeben. Als besondere Naturdenkmale wurden eingestuft: die 29 Meter hohe Schwarzkiefer (Pinus nigra) mit einem Stammumfang von 4,34 Metern, die 20 Meter hohe Jeffreys-Kiefer (Pinus jeffreyi) mit drei Metern Umfang, die 22,3 Meter hohe Blutbuche (Fagus sylvatica f purpurea) mit fast fünf Metern Stammumfang. Ein besonderer Baum ist die Gleditschie (Gleditsia thriacanthos), ein aus Amerika stammender Baum mit gefiederten Blättern und scharfen, oft mehrspitzigen Dornen an den bis 45 cm langen sichelförmigen Fruchthülsen. Die Baumhöhe betrug 25 Meter, bevor die Spitze abbrach.

### Ungedruckte Quellen
Landeshauptarchiv Schwerin (LHAS)
- LHAS 1.5-4/3 Urkunden Kloster Dobbertin
- LHAS 3.2-3/1 Landeskloster/Klosteramt Dobbertin
- LHAS 5.12-4/3 Mecklenburgisches Ministerium für Landwirtschaft, Domänen und Forsten

Kreisarchiv Nordwestmecklenburg
- N 20 Guts- und Herrenhäuser in Mecklenburg-Vorpommern. N20-0280 N20-0262.

## Karten
- Wiebekingsche Karte von Mecklenburg, 1786.
- Wirtschaftskarte Forstamt Dobbertin 1927/1928.
- Topographische Karte, 2439 Goldberg, 1993.
- Offizielle Rad- und Wanderkarte Naturpark Nossentiner/Schwinzer Heide 2010.